# Symfonie nr. 4 (Leighton)
De Symfonie nr. 4 van Kenneth Leighton heeft nooit het levenslicht gezien. Vlak voor zijn dood heeft de componist aan zijn vrouw verteld, dat hij wilde beginnen aan zijn symfonie nr. 4, maar de componist nam de symfonie mee in zijn graf. Er stond, zou later blijken, nog geen noot op papier.
De symfonie zat als muziekgenre in zijn oeuvre verwerkt, toch is er uiteindelijk weinig overgebleven:
- de eerste symfonie was de Symfonie voor strijkers opus 3 uit 1949; het werk kreeg geen volgnummer;
- vervolgens begon de componist in 1950 aan de volgende; de componist brak het af;
- een derde poging werd gewaagd in 1953/1954; ook toen bracht de componist het niet op om het te voltooien;
- de Symfonie nr. 1 volgde pas in 1964;
- de Symfonie nr. 2 in 1974;
- de Symfonie nr. 3 in 1984;
- symfonie nr. 4 zou er dus niet komen.

## Bron
- Uitgave Chandos met symfonie nr. 2;